# Praia do Meireles
Praia do Meireles är en strand i Brasilien.   Den ligger i kommunen Fortaleza och delstaten Ceará, i den östra delen av landet, 1 700 km nordost om huvudstaden Brasília.
Runt Praia do Meireles är det i huvudsak tätbebyggt.